# Eburia didyma
Eburia didyma es una especie de escarabajo longicornio del género Eburia, tribu Eburiini, familia Cerambycidae. Fue descrita científicamente por Olivier en 1795.
Se distribuye por Cuba y República Dominicana.

## Descripción
La especie mide 20-31 milímetros de longitud. El período de vuelo ocurre en el mes de mayo.